# Velarde Pérez Fontana
Velarde Pérez Fontana (Colonia, 9 de mayo de 1897-3 de enero de 1975) fue un médico uruguayo, anatomista, cirujano, profesor de patología quirúrgica y de clínica quirúrgica infantil, historiador de la medicina y prolífico escritor.

## Biografía
Velarde Pérez Fontana nació en Nueva Palmira, departamento de Colonia, el 9 de mayo de 1897 y realizó su formación en el Liceo de Colonia Valdense.
Siguió la carrera de medicina y en 1934 fue designado Director del Centro de Estudios y Profilaxis de la Hidatidosis. Desde su puesto fundó los Archivos Internacionales de la Hidatidosis e impulsó la organización del Instituto Nacional de Hidatidosis en el seno del Ministerio de Salud Pública uruguayo. Pérez Fontana agregó al tradicional enfoque quirúrgico y terapéutico de la enfermedad la generación de políticas destinadas a educar a la población, para lo que publicó numerosos trabajos entre los cuales, específicamente dirigido a la niñez, se destacó el libro Cachito y Rigoleto que escrito en colaboración con el periodista Antonio Soto fue difundido a partir de 1940 en todas las escuelas públicas primarias del país.
El 21 de septiembre de 1941, se efectuaba en Colonia del Sacramento una reunión internacional que reunía a especialistas en la materia (médicos, veterinarios y maestros). Sería el inicio de la Asociación Internacional de Hidatidología, de la que años después Pérez Fontana sería designado Presidente Vitalicio.
Escribió también obras de historia médica, dedicadas especialmente a la obra de Andreas Vesalius (1514-1564) y de Miguel Servet (1511-1553).
Lleva el nombre de «Técnica de Velarde Pérez Fontana» un procedimiento de «ablación íntegra del parásito con el componente reaccional del huésped».